# Амбурбиум
Амбурбиум или Амбурбия, Амбурбалия (на латински: Amburbium, plural: amburbia; amb-: „около“; urbs: „град“) е религиозен празник (култ) в Древен Рим, при който се обикаля град Рим с пренасяните в жертва животни (вер. Suovetaurilia) през началото на февруари, за да се изчисти града от греховете (lustratio urbis).
Този празник първоначално е feriae conceptivae. През по-късното време празникът се смесва по гръцки ритуал празнувания lustratio urbis.